# Jean-Claude Guillebaud
Jean-Claude Guillebaud (Argel, Argelia, 1944) es escritor, ensayista, periodista y editor francés.
Periodista del diario Sud Ouest, de Le Monde y de Nouvel Observateur, ha sido presidente de Reporteros sin fronteras.
Recibió en 1972 el Premio Albert Londres, al mejor reportero en lengua escrita. 
Entre sus últimos libro publicados destacan: La Trahison des Lumières (premio Jean-Jacques Rouseau, 1995), La tiranía del placer (premio Renaudor-ensayo, 1998), La Refondation du monde, El principio de humanidad (premio europeo de ensayo "Charles Veillon" 2001).
En El principio de humanidad, el ensayista francés sostiene que la revolución biotecnológica, el economicismo, así como el auge del cientificismo están progresivamente deshumanizando al hombre. Hay pensadores como Singer que no atribuyen a la especie humana más relevancia que a otras; teorías sobre la inteligencia que asimilan la mente a un ordenador; manipulaciones biogenéticas —la utilización de embriones para la investigación, la clonación, etc.— que cosifican al ser humano. En esta coyuntura arriesgada, Guillebaud intenta restaurar la posición del ser humano, apelando a principios éticos basados en la tradición griega y sobre todo judeocristiana. Y llama la atención sobre los riesgos eugenésicos de las nuevas técnicas.

## Obra

### Edición en español
- Guillebaud, Jean Claude (1971). Chaban Delmas. Dopesa. ISBN 978-84-7235-111-0.

- Guillebaud, Jean Claude (1995). La traición a la Ilustración. Manantial. ISBN 978-950-9515-96-3.

- Guillebaud, Jean Claude (2000). La tiranía del placer. Editorial Andrés Bello. ISBN 978-84-95407-10-8.

- Guillebaud, Jean Claude (2003). El principio de humanidad. Círculo de Lectores. ISBN 978-84-226-9438-0.

- Guillebaud, Jean Claude (2008). Cómo he vuelto a ser cristiano. PPC. ISBN 978-84-288-2098-1.